# Lliga Elit 2025-26
La temporada 2025-26 de la Lliga Elit de fútbol será la segunda edición de la Lliga Elit. Comenzará en septiembre de 2025 y finalizará en mayo de 2026. Posteriormente se disputará la promoción de ascenso.
En esta temporada, solo habrán participantes de Barcelona y Tarragona

## Sistema de competición
Participan 16 clubes encuadrados en un único grupo. Se enfrentan todos contra todos en dos ocasiones (Una en campo propio y otra en campo contrario) durante un total de 30 jornadas. El orden de los encuentros se decide por sorteo antes de empezar la competición. La Federación de Fútbol de Cataluña es la responsable de designar las fechas de los partidos y los árbitros de cada encuentro, reservando al equipo local la potestad de fijar el horario exacto de cada encuentro.
Al final de la temporada, los primeros 2 ascienden a Tercera Federación, entre el 3.º y el 6.º se juega la promoción de ascenso y los últimos 4, descienden a Primera Catalana.

## Participantes
| Equipo                             | Localidad                  | Provincia | Estadio                                  |
| ---------------------------------- | -------------------------- | --------- | ---------------------------------------- |
| Atlètic Sant Just F. C.            | San Justo Desvern          | Barcelona | Municipal de Sant Just Desvern           |
| U. E. Castelldefels                | Castelldefels              | Barcelona | Els Canyars                              |
| C. F. Ciudad Cooperativa           | San Baudilio de Llobregat  | Barcelona | Municipal Dani Jarque Ciutat Cooperativa |
| U. A. Horta                        | Barcelona                  | Barcelona | Feliu i Codina                           |
| C. E. Júpiter                      | Barcelona                  | Barcelona | Camp de La Verneda                       |
| A. E. C. Manlleu                   | Manlleu                    | Barcelona | Municipal de Manlleu                     |
| F. C. Martinenc                    | Barcelona                  | Barcelona | Municipal del Guinardó                   |
| A. E. Prat                         | El Prat de Llobregat       | Barcelona | Complex Esportiu Municipal Sagnier       |
| C. F. Pobla de Mafumet             | Pobla de Mafumet           | Tarragona | Municipal de La Pobla de Mafumet         |
| U. E. Rubí                         | Rubí                       | Barcelona | Municipal de Can Rosés                   |
| C. E. Sabadell F. C. "B"           | Sabadell                   | Barcelona | Poliesportiu Olimpia                     |
| U. E. San Juan Atlético de Moncada | Moncada y Reixach          | Barcelona | Can Sant Joan                            |
| U. D. San Mauro                    | Santa Margarita de Montbuy | Barcelona | Municipal de Santa Margarida de Montbui  |
| U. E. Valls                        | Valls                      | Tarragona | Camp del Vilar                           |
| F. C. Vilafranca                   | Villafranca del Panadés    | Barcelona | Camp Municipal d'Esports de Vilafranca   |
| U. E. Vilassar de Mar              | Vilassar de Mar            | Barcelona | Municipal Xevi Ramón                     |